# Fokker F.10
El Fokker F.10 fue una versión alargada del avión de pasajeros Fokker F.VIIa/3m, construido a finales de los años 20 del siglo XX por Atlantic Aircraft Corporation, la filial estadounidense de la compañía Fokker.

## Diseño y desarrollo
A mediados de la década de 1920, Fokker comenzó a desarrollar un nuevo avión de pasajeros basado en el trimotor Fokker F.VIIa/3m. En 1929, se introdujo el Fokker F.X de diez asientos. El avión estaba destinado a sustituir a los monomotores Fokker F.VII y a los trimotores F.VIIa/3m en las líneas aéreas europeas. Sin embargo, la elección de las líneas aéreas se decantó a favor del Fokker F.VIII.
Al mismo tiempo, Atlantic Aircraft Corporation, sita en Teterboro, Nueva Jersey, filial estadounidense de la compañía neerlandesa, construyó una versión revisada de la aeronave, que recibió la designación Fokker F.10. Acomodaba a 12 pasajeros, cuatro más que el F.VII, un ala de mayor envergadura y motores más potentes.
Fokker construyó 65 unidades para los servicios militar y comercial estadounidenses. Después del accidente de un F.10 de Transcontinental & Western Air en 1931, que fue causado en parte por el deterioro de la estructura de madera del ala, el modelo fue inmovilizado en tierra temporalmente, y se requirió que fuese sometido a inspecciones y mantenimiento más frecuentes y rigurosos. Su imagen pública también resultó empañada, provocando su temprana retirada de las aerolíneas estadounidenses.

## Variantes

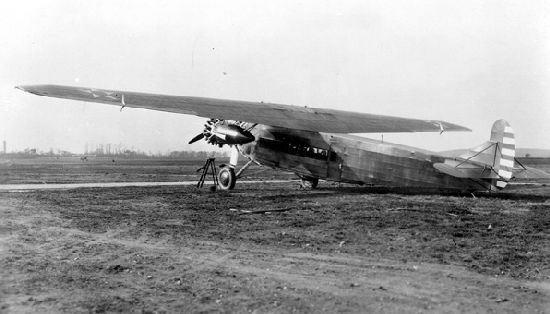
Fokker C-5 del USAAC.

F.10
Variante inicial de producción.
F.10A
Variante mejorada y revisada de 14 pasajeros propulsada por tres motores radiales Pratt & Whitney R-1340 Wasp de 420 hp, a menudo apodada Super Trimotor.
C-5
Designación dada por el Ejército de los Estados Unidos a un F.10A (29-405) remotorizado con tres radiales Wright R-975 Whirlwind, para su evaluación.
LB-2
Versión de bombardeo ligero.
RA-4
Un F.10 estándar (A-8841) fue probado por el Cuerpo de Marines de los Estados Unidos. Estaba equipado con un morro y cola modificados. Sin embargo, el USMC rechazó la máquina debido a un rendimiento insuficiente.

## Operadores

### Civiles
Estados Unidos
- American Airways
- TWA
- Pan Am
- Universal Airlines

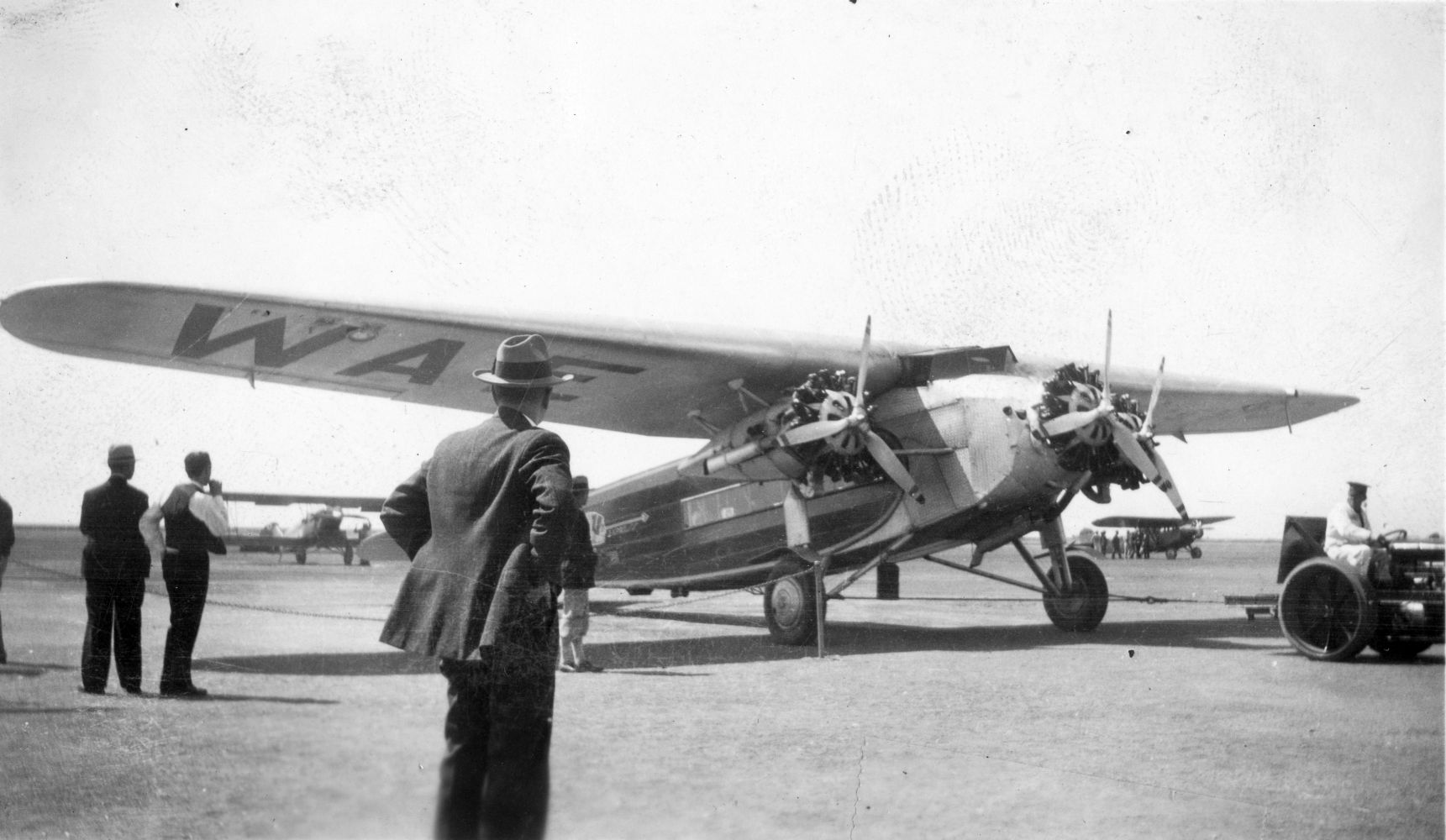
Fokker F.10 de Western Air Express, Oakland, mayo de 1932.

- Western Air Express (cliente de lanzamiento[2])
- Boston-Maine Airways[3]

 México
- Mexicana de Aviación
- Aerovías Centrales[3]

### Militares
Estados Unidos
- Cuerpo Aéreo del Ejército de los Estados Unidos: designaciones C-5, C-7A[4] y LB-2.
- Armada de los Estados Unidos: designación RA.

## Accidentes
- El 10 de junio de 1929, un F.10 de Pan Am, matrícula NC9700 y bautizado Cuba, golpeó un tendido telefónico y se estrelló al despegar de Santiago de Cuba hacia La Habana, muriendo dos de los cinco ocupantes. El avión no consiguió ganar altura debido a la pista inundada.
- El 31 de marzo de 1931, un F.10 de Transcontinental & Western se estrelló cerca de Bazaar, Kansas, después de que un ala se desprendiese en vuelo, muriendo los ocho ocupantes a bordo, incluyendo el entrenador de fútbol americano Knute Rockne.
- El 19 de marzo de 1932, un F.10A de American Airways, matrícula NC652E, golpeó unas líneas eléctricas con niebla densa y se estrelló en un huerto cerca de Calimesa, California, muriendo los siete ocupantes a bordo.
- El 8 de septiembre de 1932, un F.10 de American Airways, matrícula NC9716, se estrelló contra una montaña con mal tiempo cerca de Salt Flat, Texas, muriendo tres de los cuatro ocupantes a bordo.

## Especificaciones
Referencia datos: Aero Favourites, Jane's all the World's Aircraft 1928

### Características generales
- Tripulación: Dos (pilotos)
- Capacidad: 12 pasajeros
- Longitud: 15,4 m (50,6 ft)
- Envergadura: 24,1 m (79,1 ft)
- Altura: 3,9 m (12,7 ft)
- Peso vacío: 3500 kg (7714 lb)
- Peso cargado: 5900 kg (13 003,6 lb)
- Planta motriz: 3× motor radial de 9 cilindros refrigerado por aire Pratt & Whitney R-1340 Wasp.
  - Potencia: 317 kW (437 HP; 431 CV) cada uno.
- Hélices: Tripala metálica

### Rendimiento
- Velocidad crucero (Vc): 190 km/h (118 MPH; 103 kt)
- Alcance: 1280 km (691 nmi; 795 mi)
- Techo de vuelo: 5500 m (18 045 ft)
- Régimen de ascenso: 7,2 m/s (1417 ft/min)
- Carga alar: 77 kg/m² (15,8 lb/ft²)
- Potencia/peso: 5,50 kg/kW (15,8 lb/sq ft)
- Velocidad de aterrizaje: 89 km/h
- Tiempo a altitud: 3000 m (10 000 pies) en 10 min

## Aeronaves relacionadas

### Desarrollos relacionados
- Fokker F.VII
- Avro 618 Ten

### Aeronaves similares
- Ford Trimotor

### Secuencias de designación
- Secuencia F._ (interna de Fokker America): F.7 - F.9 Universal - Super Universal - F.10 - F.11 - F.14 - AF.15 →
- Secuencia C-_ (Aviones de Carga del USAAC/USAAF/USAF, 1924-1962): ← C-2 - C-3 - C-4 - C-5 - C-6 - C-7 - C-8 →
- Secuencia LB-_ (Bombarderos Ligeros del USAAC, 1924-1926): LB-1 - LB-2 - LB-3 - LB-4 - LB-5 →
- Secuencia R_A (Aviones de Transporte de la Armada estadounidense, 1931-1962 (Atlantic Aircraft, 1927-1932)): RA